# Kunstmuseum Sinebrychoff
Kunstmuseum Sinebrychoff (Fins: Synebrychoffin taidemuseo/Zweeds:Konstmuseet Synebrychoff) is een museum in Helsinki. Het museum wordt samen met het Ateneum en het Kiasma geëxploiteerd door de Nationale Galerie van Finland.

## Geschiedenis
Het gebouw werd in 1842 door de Russische zakenman Nikolai Sinebryukhov gebouwd en werd in de beginjaren gebruikt als zowel een landhuis als onderdeel van zijn Sinebrychoff-brouwerij. Zijn neef Paul was een groot verzamelaar van oude Europese kunst en toen hij in 1904 directeur van het bedrijf werd breidde hij zijn collectie flink uit. De gehele kunstverzameling werd in 1921 gedoneerd aan de Finse staat wat tot de dag van vandaag de grootste kunstdonatie in Finland is. In datzelfde jaar opende het gebouw als een historisch museum dat het leven van de familie in de 18e eeuw liet zien. Gedurende de Winteroorlog waren veel van de kunstwerken vervoerd naar een andere locatie en heeft het gebouw flinke schade geleden. In 1959 werd de kunstverzameling terug in het museum geplaatst. De staat kocht in 1975 het hele gebouw op en renoveerde het tot een nieuw museum dat openging in 1980; daarbij werd ook de verzameling oude kunst van het Ateneum aan de collectie toegevoegd.

## Collectie
Het museum heeft een grote collectie Italiaanse, Vlaamse en Hollandse meesters. Daarnaast heeft het museum ook een verzameling antiek meubilair, zilverwerk, glas, porselein, beeldhouwwerk en antieke klokken.

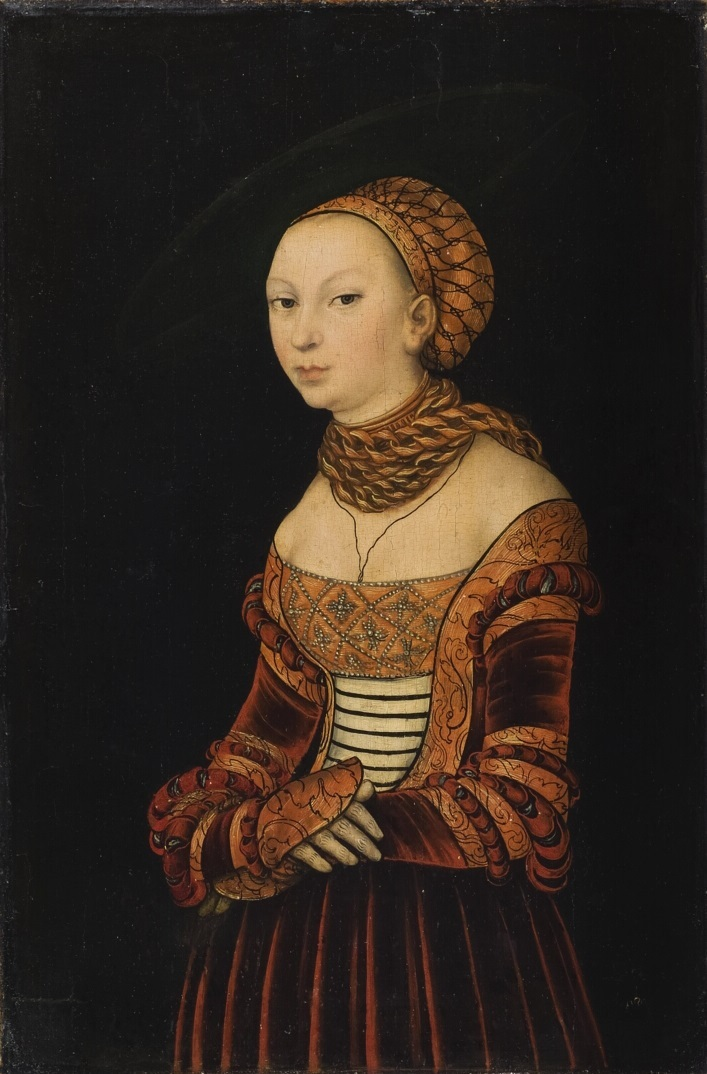
Afbeelding van een jonge vrouw van Lucas Cranach de Oude
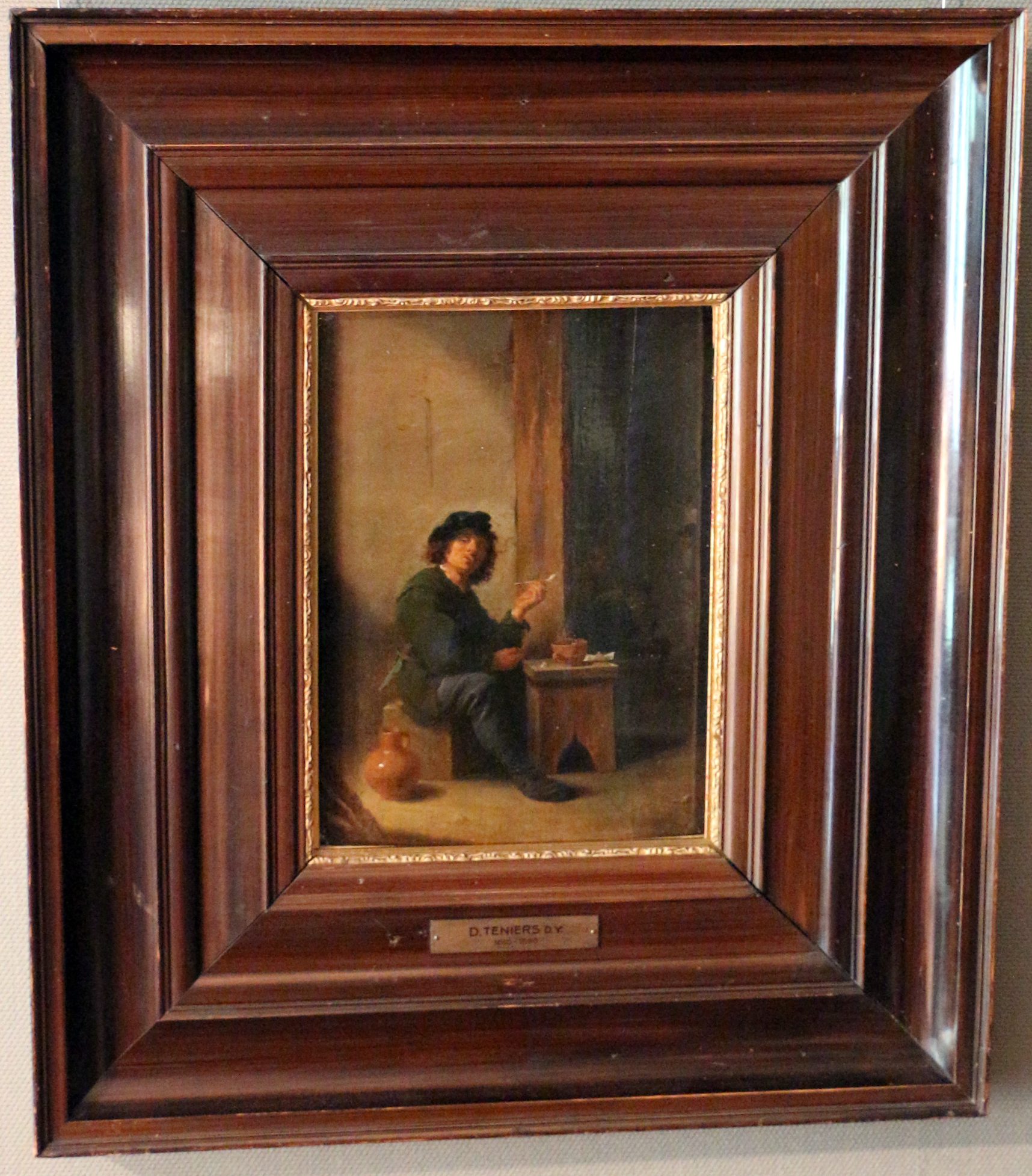
Schilderij van David Teniers
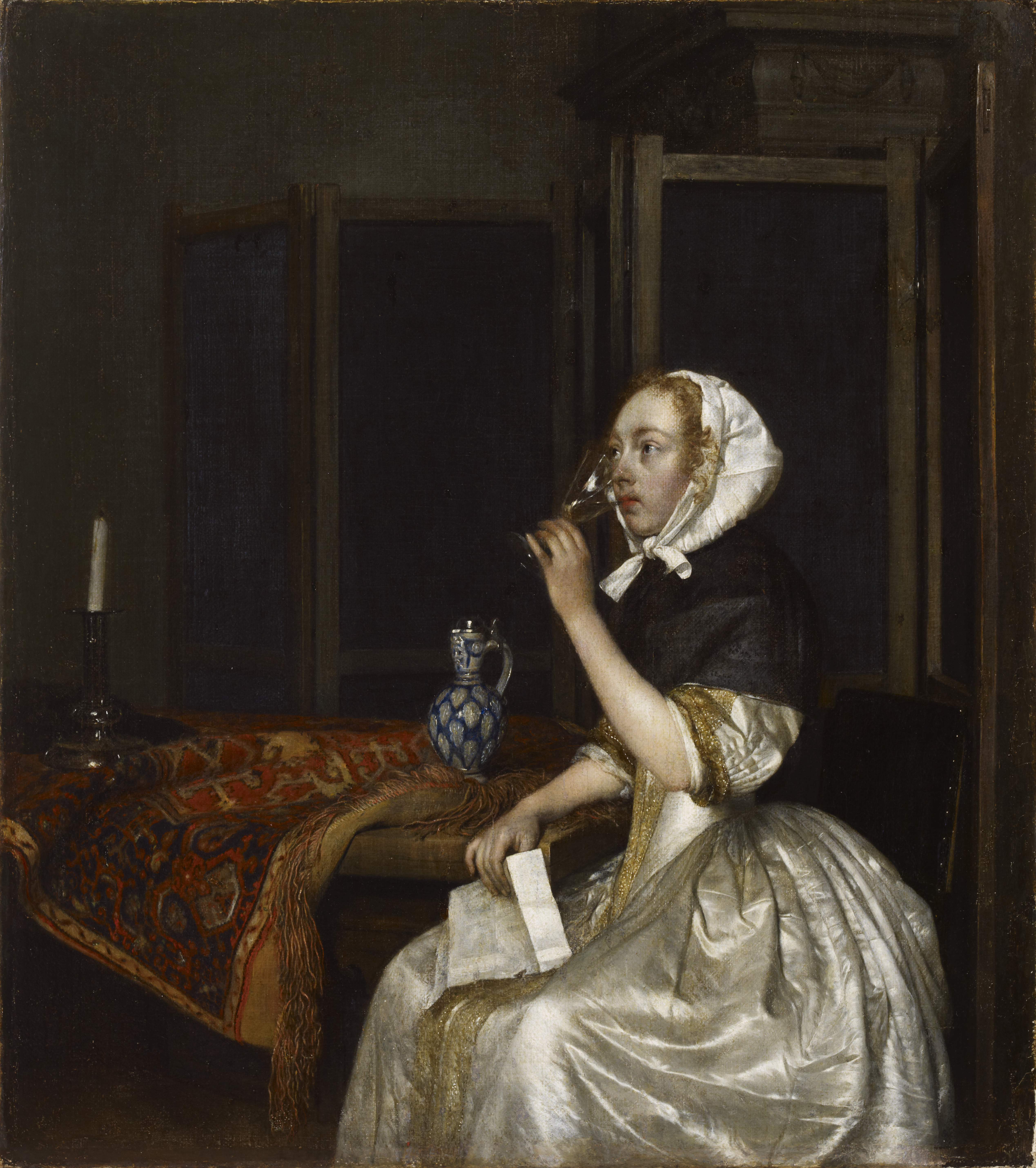
Zittende vrouw met wijnglas van Gerard ter Borch
Reizigers op een bospad van Jacob van Ruisdael
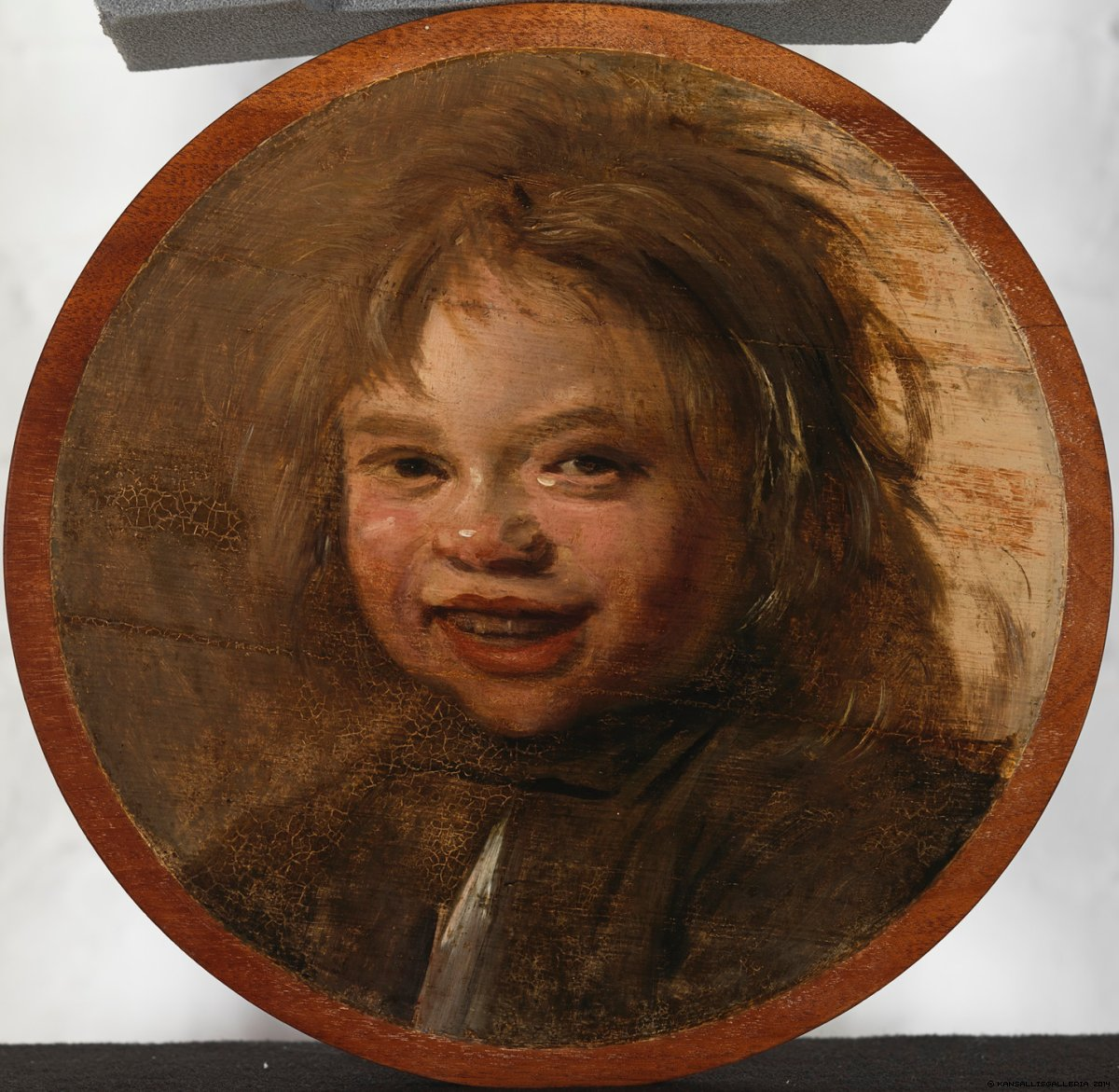
Lachende jongen van Frans Hals
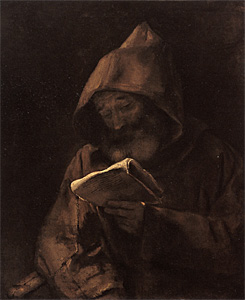
Lezende monnik van Rembrandt van Rijn
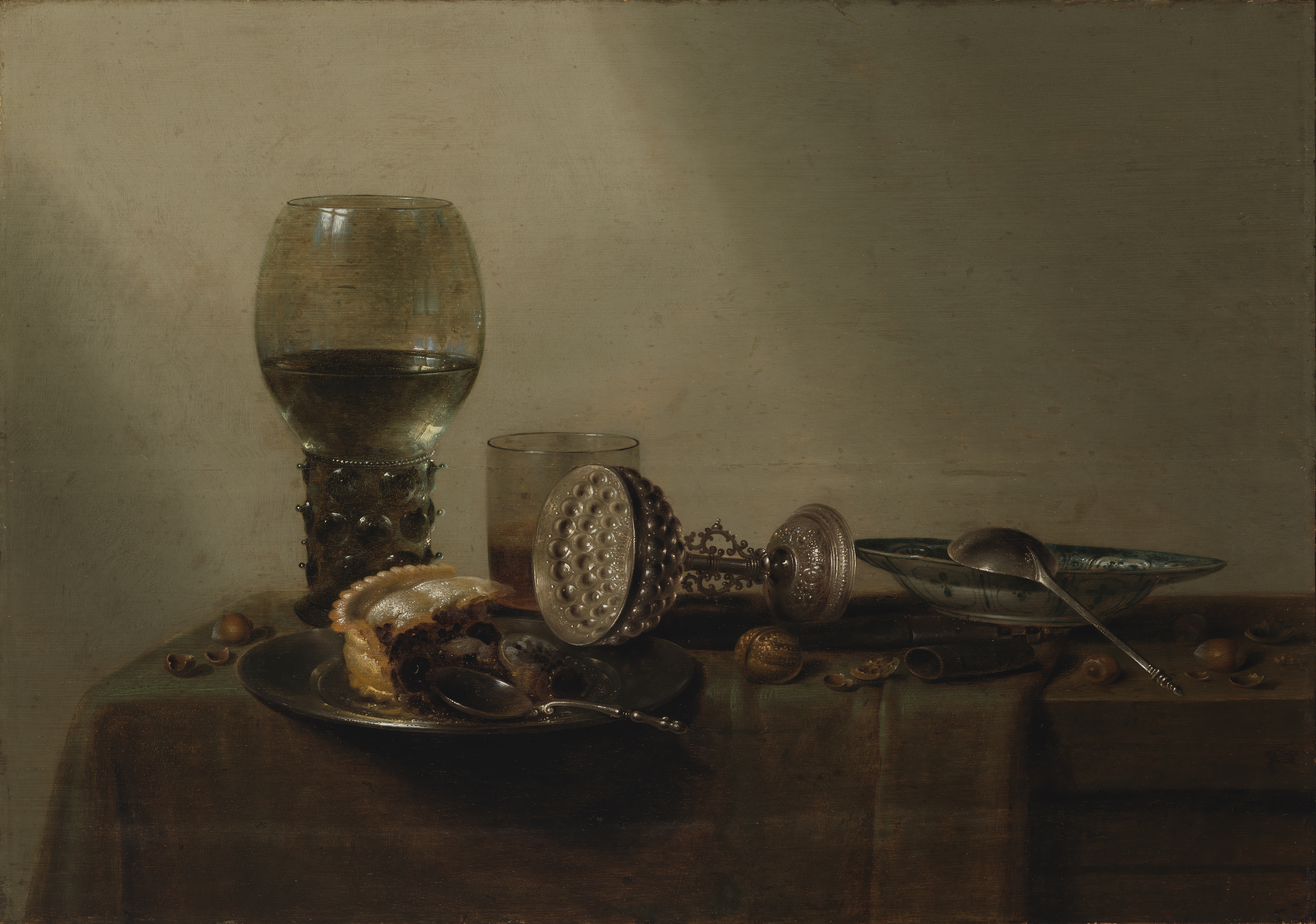
Stilleven van Willem Claesz. Heda